# Raymond James Financial
Raymond James Financial, Inc., tidigare Robert A. James Investments och Raymond James & Associates, är ett amerikanskt multinationellt finansbolag tillika investmentbank. De förvaltade ett kapital på 1,12 biljoner amerikanska dollar för den 30 september 2021.

## Historik
Företaget grundades 1962 som Robert A. James Investments i Saint Petersburg i Florida av Robert James. Två år senare blev Raymond & Associates, grundad av Edward Raymond, fusionerad med RAJI. Raymond var dock tydlig med att en fusion kunde bara genomföras om Raymond stod först av de två efternamnen i företagsnamnet. James godkände begäran och RAJI fick namnet Raymond James & Associates. Det var också tänkt att Raymond skulle fortsätta arbeta för dem men råkade ut för en bilolycka som kostade honom nästan livet. Raymonds namn behölls trots det inträffade. År 1969 grundade man ett förvaltningsbolag med namnet Raymond James Financial. År 1983 blev företaget börsnoterat och aktierna började handlas på Nasdaq. Fyra år senare inledde man en internationell expandering av företaget när man startade upp verksamhet i Paris i Frankrike. Företaget flyttade också sina aktier från Nasdaq till New York Stock Exchange (NYSE). År 1998 förvärvade man namnrättigheterna till den nybyggda idrottsarenan Tampa Community Stadium och namnet byttes till Raymond James Stadium. Ett namn som fortfarande används.